# Julián de Guzmán
Julián de Guzmán (Toronto, 25 de marzo de 1981) es un exfutbolista canadiense de padre filipino y madre jamaicana. En el año 2005 llega al Deportivo de La Coruña, siendo el primer jugador canadiense en jugar en La Liga. Se retiró en 2017: actualmente se desempeña como dirigente en el Ottawa Fury.
Su hermano menor Jonathan de Guzmán también es futbolista y juega en el OFI Creta.
Empezó jugando en el equipo juvenil del Tauro fútbol de la liga municipal de morelia y de allí pasó al Olympique Marseille B permaneciendo como reserva hasta pasar al FC Saarbrücken, equipo de la 2. Bundesliga en 2001-02 donde debutó como profesional. En 2002 pasó al Hannover 96. La temporada 2005-06 fichó por el Deportivo de la Coruña donde permaneció 4 años. En su mejor temporada en el club totalizó 34 partidos. Su único gol con este club lo marcó ante el Real Madrid en un partido que terminó con victoria ante los blancos por 3 a 1.
En la temporada 2007/2008 ganó el "Premio Riazor.org" al mejor jugador de la temporada en el Deportivo y fue nombrado Jugador Canadiense del Año en el 2007.

## Selección nacional
Es internacional con la Selección de fútbol de Canadá donde ostenta 68 selecciones, marcando 4 goles.

Disputó 5 ediciones de la Copa de Oro de la Concacaf en: 2002, 2007 (mejor jugador del torneo), 2009, 2011 y 2013.

## Estadísticas

### Clubes
| Club            | País           | Año       | Part. | Goles | Asist. | Promedio |
| --------------- | -------------- | --------- | ----- | ----- | ------ | -------- |
| Saarbrücken II  | Alemania       | 2000-2001 | 31    | 5     | 0      | 0,16     |
| Saarbrücken     | Alemania       | 2001-2002 | 22    | 0     | 1      | 0,00     |
| Hannover 96     | Alemania       | 2002-2005 | 84    | 2     | 5      | 0,02     |
| RC Deportivo    | España         | 2005-2009 | 110   | 1     | 2      | 0,01     |
| Toronto         | Canadá         | 2009-2012 | 93    | 3     | 7      | 0,03     |
| Dallas          | Estados Unidos | 2012      | 12    | 1     | 1      | 0,08     |
| Jahn Regensburg | Alemania       | 2013      | 15    | 0     | 0      | 0,00     |
| Xanthi          | Grecia         | 2013-2014 | 29    | 1     | 2      | 0,03     |
| Ottawa Fury     | Canadá         | 2015-2016 | 28    | 0     | 1      | 0,00     |
| Total           |                | 2000-2016 | 424   | 13    | 19     | 0,03     |

### Selección
| Categoría     | Año       | Part. | Goles | Asist. | Prom. |
| ------------- | --------- | ----- | ----- | ------ | ----- |
| Canadá sub-20 | 2001      | 13    | 4     | 0      | 0,31  |
| Canadá        | 2002-2016 | 89    | 4     | 1      | 0,04  |
| Total         | 2001-2016 | 102   | 8     | 1      | 0,08  |

### Total
| Plantel     | Part. | Goles | Asist. | Prom |
| ----------- | ----- | ----- | ------ | ---- |
| Clubes      | 424   | 13    | 19     | 0,03 |
| Selecciones | 102   | 8     | 1      | 0,08 |
| Total       | 526   | 21    | 20     | 0,04 |

## Como dirigente
| Equipo      | Oficio                 | Año           | País   |
| ----------- | ---------------------- | ------------- | ------ |
| Ottawa Fury | Segundo Entrenador     | 2017          | Canadá |
| Ottawa Fury | Asistente ejecutivo    | 2017          | Canadá |
| Ottawa Fury | Entrenador interino(*) | 2017          | Canadá |
| Ottawa Fury | Director deportivo     | 2017-Presente | Canadá |

(*) Disputó 12 encuentros, de los cuales ganó 1, empató 8, y perdió 3, logrando conseguir el 30 % del posible puntaje.

## Palmarés
- Copa de Oro 2002 con Canadá.
- 2. Bundesliga 2002 con Hannover 96.
- Copa de Oro 2007 con Canadá.
- Jugador Canadiense del Año 2007.
- Copa Galiza 2008 con RC Deportivo.
- Campeonato Canadiense de Fútbol 2009 con Toronto.
- Campeonato Canadiense de Fútbol 2010 con Toronto.
- Trillium Cup 2011 con Toronto.
- Campeonato Canadiense de Fútbol 2011 con Toronto.
- Campeonato Canadiense de Fútbol 2012 con Toronto.

(*)
= Primer lugar 
 = Segundo lugar 
 = Tercer lugar